# Geoff Brabham
Pour les articles homonymes, voir Brabham.
Geoff Brabham, né le 20 mars 1952 à Sydney, est un ancien pilote automobile australien.

## Biographie

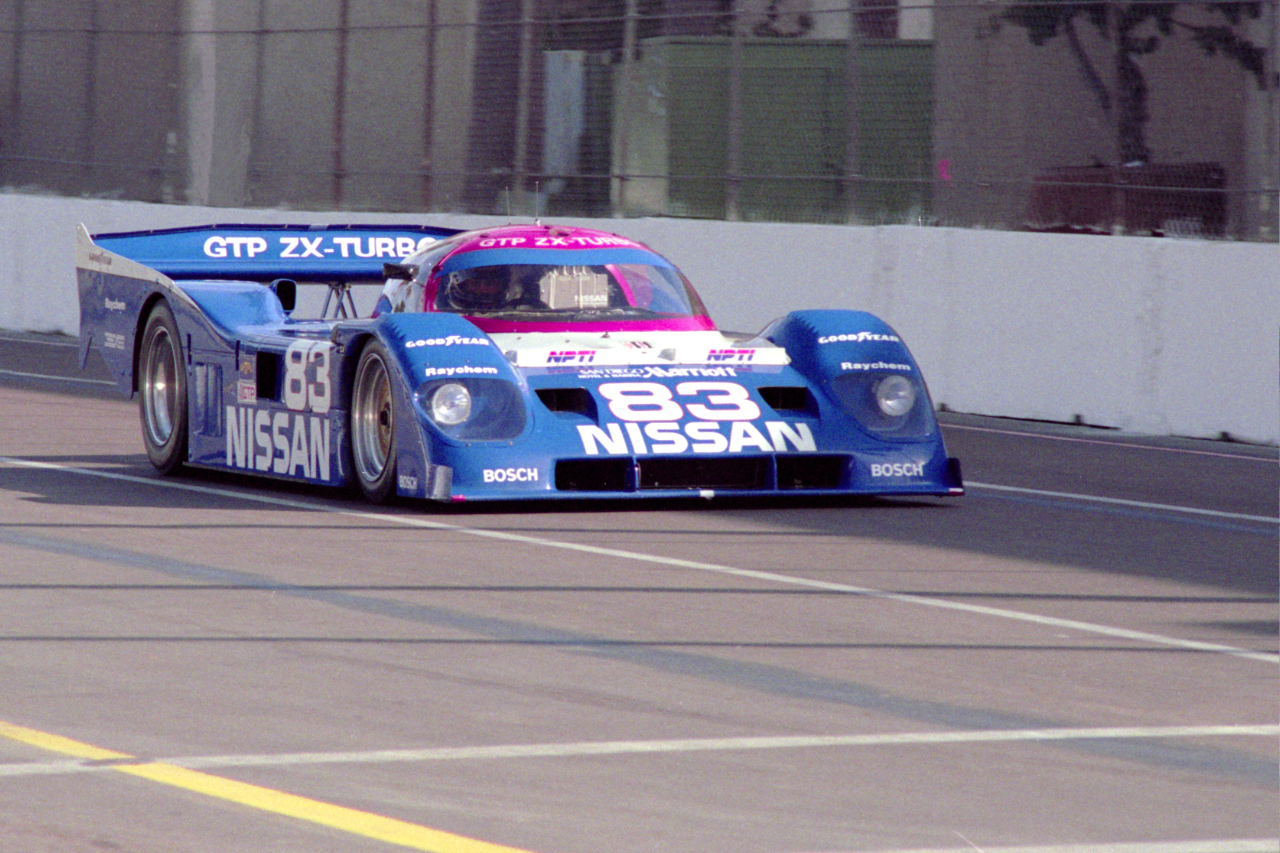
Geoff Brabham au volant de la Nissan NPT-90, en 1990

Geoff Brabham est le plus âgé des trois fils du triple champion du monde de Formule 1 Jack Brabham. Contrairement à ses deux jeunes frères, Gary et David, il n'est jamais parvenu à accéder à la Formule 1, bien que l'équipe Brabham lui avait proposé de participer au GP d'Australie 1985, mais que la FIA avait alors refusé de lui accorder la super licence ; mais paradoxalement, il est le membre de la fratrie qui peut se prévaloir du plus beau palmarès. Après un titre de Champion des États-Unis de Formule Super Vee en 1979 sur Ralt RT1, il se spécialise dans les épreuves d'Endurance et il remporte alors le championnat CanAm en 1981, le championnat IMSA GT de 1988 à 1991, les 12 Heures de Sebring en 1989 et 1991 (en équipage avec Derek Daly et son frère Gary lors de l'édition 1991, finissant aussi deuxième des 24 Heures de Daytona 1991, toujours pour le constructeur Nissan), le championnat australien de Touring Car en 1996, le Bathurst 1000 en 1997,.. mais surtout les 24 Heures du Mans en 1993 (au volant de la Peugeot 905).
Durant les années 1980, Geoff Brabham a également régulièrement participé (mais sans grand succès) au championnat CART, ainsi qu'aux 500 Miles d'Indianapolis.

## Résultats aux 24 heures du Mans
| Année | Voiture            | Équipe                        | Équipiers                        | Résultat  |
| ----- | ------------------ | ----------------------------- | -------------------------------- | --------- |
| 1989  | Nissan R89C        | Nissan Motorsport             | Arie Luyendyk / Chip Robinson    | Abandon   |
| 1990  | Nissan R90CK       | Nissan Performance Technology | Derek Daly / Chip Robinson       | Abandon   |
| 1993  | Peugeot 905 Evo 1B | Peugeot Talbot Sport          | Christophe Bouchut / Éric Hélary | Vainqueur |